# ای‌جی تلمبه
ای‌جی تلمبه یک ستاره است که در صورت فلکی تلمبه قرار دارد.